# Золотой глобус (премия, 1953)
10-я церемония вручения наград премии «Золотой глобус»

26 февраля 1953
Лучший фильм (драма): 

«Величайшее шоу мира»
Лучший фильм (комедия или мюзикл): 

«С песней в моём сердце»
10-я церемония вручения наград премии «Золотой глобус» за заслуги в области кинематографа за 1952 год. Церемония была проведена 26 февраля 1953 года в Лос-Анджелесе, штат Калифорния, США.

## Победители
| Победители выделены отдельным цветом. |

| Категории                                               | Фотографии лауреатов                                         | Победители                                     |
| ------------------------------------------------------- | ------------------------------------------------------------ | ---------------------------------------------- |
| Лучший фильм — драма                                    |                                                              | • «Величайшее шоу мира»                        |
| Лучший фильм — драма                                    | • «Вернись, малышка Шеба»                                    |                                                |
| Лучший фильм — драма                                    | • «Счастливое время»                                         |                                                |
| Лучший фильм — драма                                    | • «Ровно в полдень»                                          |                                                |
| Лучший фильм — драма                                    | • «Вор»                                                      |                                                |
| Лучший фильм — комедия или мюзикл                       |                                                              | • «С песней в моём сердце»                     |
| Лучший фильм — комедия или мюзикл                       | • «Я увижу тебя во сне»                                      |                                                |
| Лучший фильм — комедия или мюзикл                       | • «Поющие под дождём»                                        |                                                |
| Лучший фильм — комедия или мюзикл                       | • «Ханс Кристиан Андерсен»                                   |                                                |
| Лучший фильм — комедия или мюзикл                       | • «Звёзды и полоски навсегда»                                |                                                |
| Лучшая мужская роль — драма                             |                                                              | • Гэри Купер — «Ровно в полдень»               |
| Лучшая мужская роль — драма                             | • Шарль Буайе — «Счастливое время»                           |                                                |
| Лучшая мужская роль — драма                             | • Рэй Милланд — «Вор»                                        |                                                |
| Лучшая женская роль — драма                             |                                                              | • Ширли Бут — «Вернись, малышка Шеба»          |
| Лучшая женская роль — драма                             | • Джоан Кроуфорд — «Внезапный страх»                         |                                                |
| Лучшая женская роль — драма                             | • Оливия Де Хэвилленд — «Моя кузина Рэйчел»                  |                                                |
| Лучшая мужская роль — комедия или мюзикл                |                                                              | • Дональд О’Коннор — «Поющие под дождём»       |
| Лучшая мужская роль — комедия или мюзикл                | • Дэнни Кей — «Ханс Кристиан Андерсен»                       |                                                |
| Лучшая мужская роль — комедия или мюзикл                | • Клифтон Уэбб — «Звёзды и полоски навсегда»                 |                                                |
| Лучшая женская роль — комедия или мюзикл                |                                                              | • Сьюзен Хэйворд — «С песней в моём сердце»    |
| Лучшая женская роль — комедия или мюзикл                | • Кэтрин Хепбёрн — «Пэт и Майк»                              |                                                |
| Лучшая женская роль — комедия или мюзикл                | • Джинджер Роджерс — «Мартышкин труд»                        |                                                |
| Лучший режиссёр                                         |                                                              | • Сесил Блаунт Демилль — «Величайшее шоу мира» |
| Лучший режиссёр                                         | • Джон Форд — «Тихий человек»                                |                                                |
| Лучший режиссёр                                         | • Ричард Флейшер — «Счастливое время»                        |                                                |
| Лучший актёр второго плана                              |                                                              | • Миллард Митчелл — «Шесть моих убеждений»     |
| Лучший актёр второго плана                              | • Гилберт Роланд — «Злые и красивые»                         |                                                |
| Лучший актёр второго плана                              | • Кёрт Кэзнэр — «Счастливое время»                           |                                                |
| Лучшая актриса второго плана                            |                                                              | • Кэти Хурадо — «Ровно в полдень»              |
| Лучшая актриса второго плана                            | • Глория Грэм — «Злые и красивые»                            |                                                |
| Лучшая актриса второго плана                            | • Милдред Даннок — «Вива Сапата!»                            |                                                |
| Лучший кинооператор (чёрно-белый фильм)                 |                                                              | • Флойд Кросби — «Ровно в полдень»             |
| Лучший кинооператор (чёрно-белый фильм)                 | • Хэл Мор — «Кровать с балдахином»                           |                                                |
| Лучший кинооператор (чёрно-белый фильм)                 | • Сэм Ливитт — «Вор»                                         |                                                |
| Лучший кинооператор (цветной фильм)                     |                                                              | • Джордж Барнс — «Величайшее шоу мира»         |
| Лучший сценарий                                         |                                                              | • Майкл Уилсон — «Пять пальцев»                |
| Лучший сценарий                                         | • Клэренс Грин, Расселл Раус — «Вор»                         |                                                |
| Лучший сценарий                                         | • Карл Форман — «Ровно в полдень»                            |                                                |
| Лучшая музыка к фильму                                  |                                                              | • Дмитрий Тёмкин — «Ровно в полдень»           |
| Лучшая музыка к фильму                                  | • Миклош Рожа — «Айвенго»                                    |                                                |
| Лучшая музыка к фильму                                  | • Виктор Янг — «Тихий человек»                               |                                                |
| Премия Сесиля Б. Де Милля                               |                                                              | • Уолт Дисней                                  |
| Премия Сесиля Б. Де Милля                               | • Стэнли Крамер                                              |                                                |
| Премия Сесиля Б. Де Милля                               | • Адольф Цукор                                               |                                                |
| Специальная награда «Достижение»                        |                                                              | • Фрэнсис Ки Теллер (англ. Francis Kee Teller) |
| Премия Генриетты (избранный мировой фильм)              |                                                              | • Сьюзен Хэйворд                               |
| Премия Генриетты (избранный мировой фильм)              | • Джон Уэйн                                                  |                                                |
| Juvenile Performance                                    |                                                              | • Брэндон Де Уайлд — «Гость на свадьбе»        |
| Juvenile Performance                                    | • Фрэнсис Ки Теллер (англ. Francis Kee Teller) — «Навахо»    |                                                |
| Juvenile Performance                                    | • Джордж Уинслоу (англ. George Winslow) — «Мой приятель Гус» |                                                |
| Лучший фильм по развитию международного взаимопонимания |                                                              | • Джордж Ситон — «Все может случиться»         |
| Лучший фильм по развитию международного взаимопонимания | • Роберт Пэрриш — «Задание: Париж (англ. Assignment: Paris)» |                                                |
| Лучший фильм по развитию международного взаимопонимания | • Ричард Торп — «Айвенго»                                    |                                                |
| Лучший дебют актёра                                     |                                                              | • Ричард Бёртон                                |
| Лучший дебют актёра                                     | • Рэй Элдо                                                   |                                                |
| Лучший дебют актёра                                     | • Роберт Вагнер                                              |                                                |
| Лучший дебют актрисы                                    |                                                              | • Колетт Маршан                                |
| Лучший дебют актрисы                                    | • Рита Гэм                                                   |                                                |
| Лучший дебют актрисы                                    | • Кэти Хурадо                                                |                                                |